# كارلوس نيكولا
كارلوس نيكولا (بالإسبانية: Carlos Nicola) (3 يناير 1973 بمونتفيدو في الأوروغواي - ) هو لاعب كرة قدم أوروغواني في مركز حراسة المرمى. شارك مع منتخب الأوروغواي لكرة القدم. أما مع النوادي، فقد لعب مع أتلتيكو باراناينسي وإنديبندينتي ميديلين وبيلا فيستا ونادي سان لورينزو ونادي ليفربول وناسيونال مونتيفيديو وديبورتيفو مالدونادو وميونيسيبال.

## وصلات خارجية
- كارلوس نيكولا على موقع الاتحاد الدولي (مؤرشف)  (الإنجليزية)
- كارلوس نيكولا على موقع قاعدة بيانات كرة القدم.إي يو (الإنجليزية)
- كارلوس نيكولا على موقع ناشيونال فوتبول تيمز (الإنجليزية)